# Dragons de Verdun
Die Dragons de Verdun (englisch Verdun Dragons) waren eine kanadische Eishockeymannschaft aus Verdun, Québec. Das Team spielte von 2001 bis 2006 in der Ligue Nord-Américaine de Hockey.

## Geschichte
Das Franchise der Dragons de Saint-Laurent aus der Québec Semi-Pro Hockey League wurde 2001 von Saint-Laurent, einem Vorort Montreals, nach Verdun, einem anderen Vorort Montreals, umgesiedelt und in Dragons de Verdun umbenannt. In den fünf Jahren ihres Bestehens erreichte die Mannschaft jeweils die Playoffs um die Coupe Futura, die sie in der Saison 2003/04 zum ersten und einzigen Mal gewinnen konnte. Zuvor war das Team zweimal im Halbfinale und anschließend zweimal im Viertelfinale ausgeschieden.
Im Anschluss an die Saison 2005/06 wurde das Franchise aus finanziellen Gründen aufgelöst.

## Bekannte Spieler
- Éric Charron
- Ed Courtenay
- James Desmarais
- Chris Lyness
- Daniel Marois
- Ian McIntyre
- Brandon Sugden